# Iglesia de San Juan Bautista (Ágreda)
La iglesia de San Juan Bautista es una iglesia de estilo gótico tardío localizada en el núcleo norte de la villa de Ágreda, provincia de Soria, Castilla y León, España. 

## Características
Aunque en su traza arquitectónica general es de estilo gótico tardío, el templo es el resultado de diferentes estilos, así la portada es románica con capiteles historiados y motivos vegetales, además de ofrecer elementos barrocos y neoclásicos.

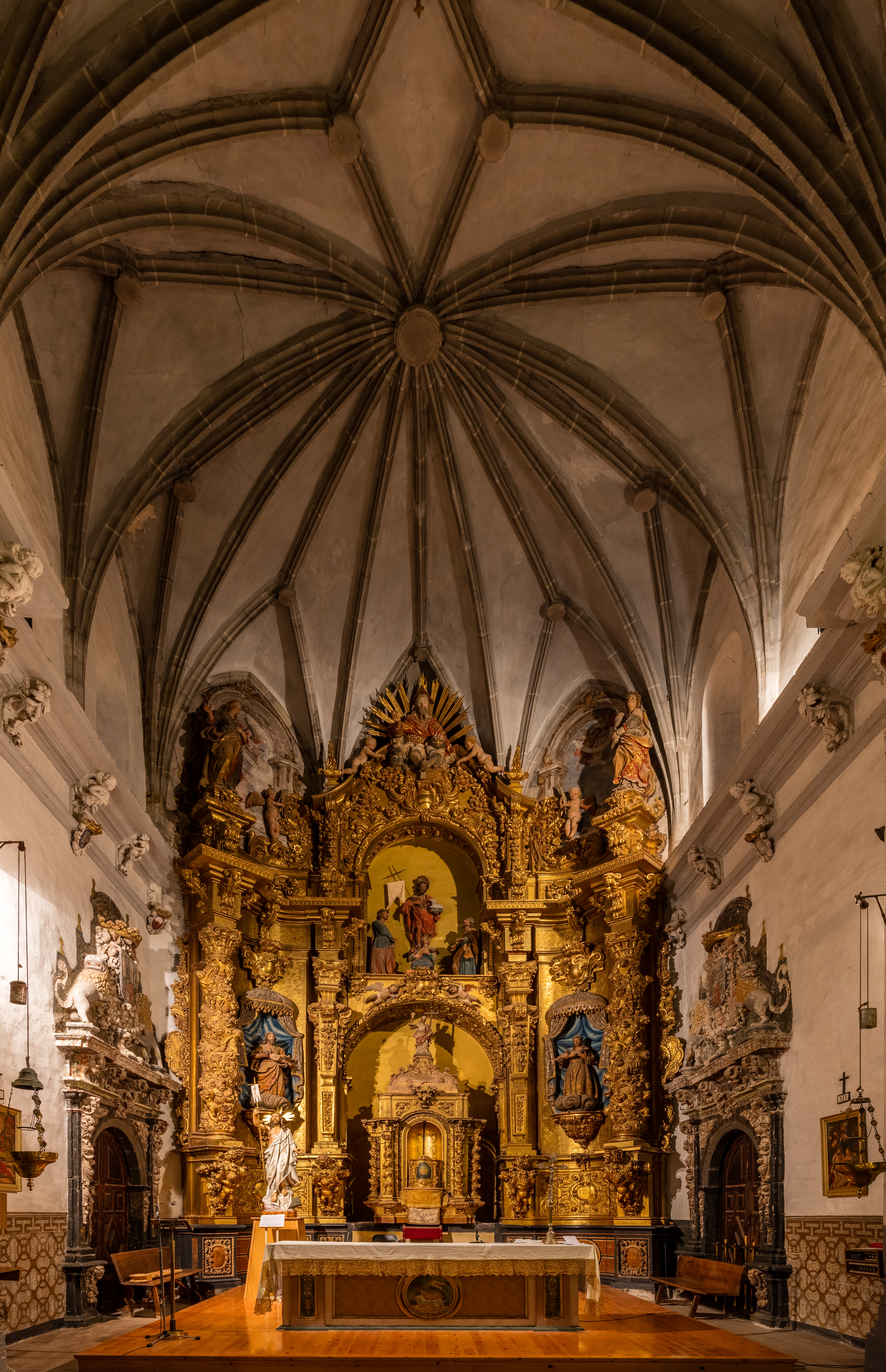
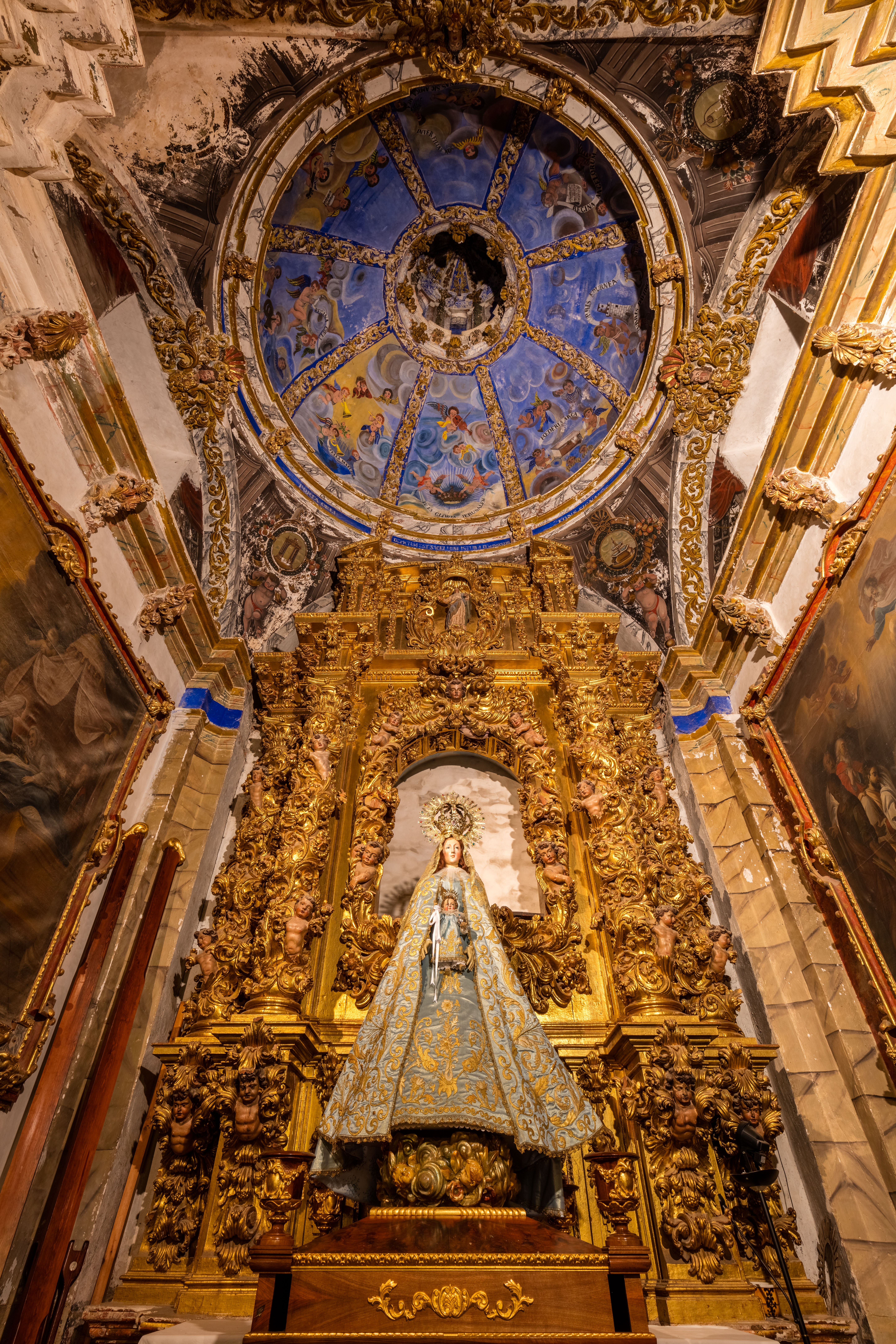
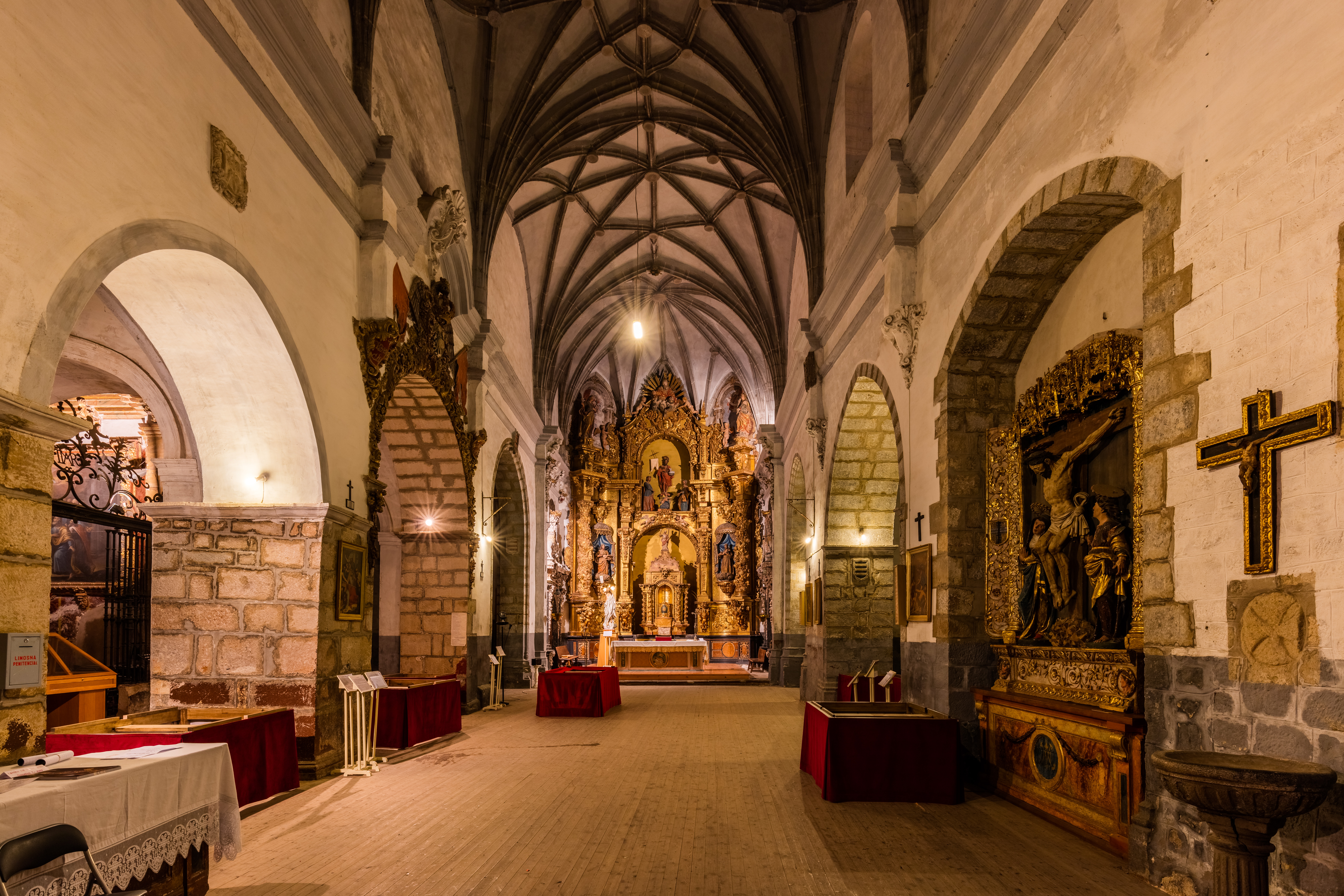
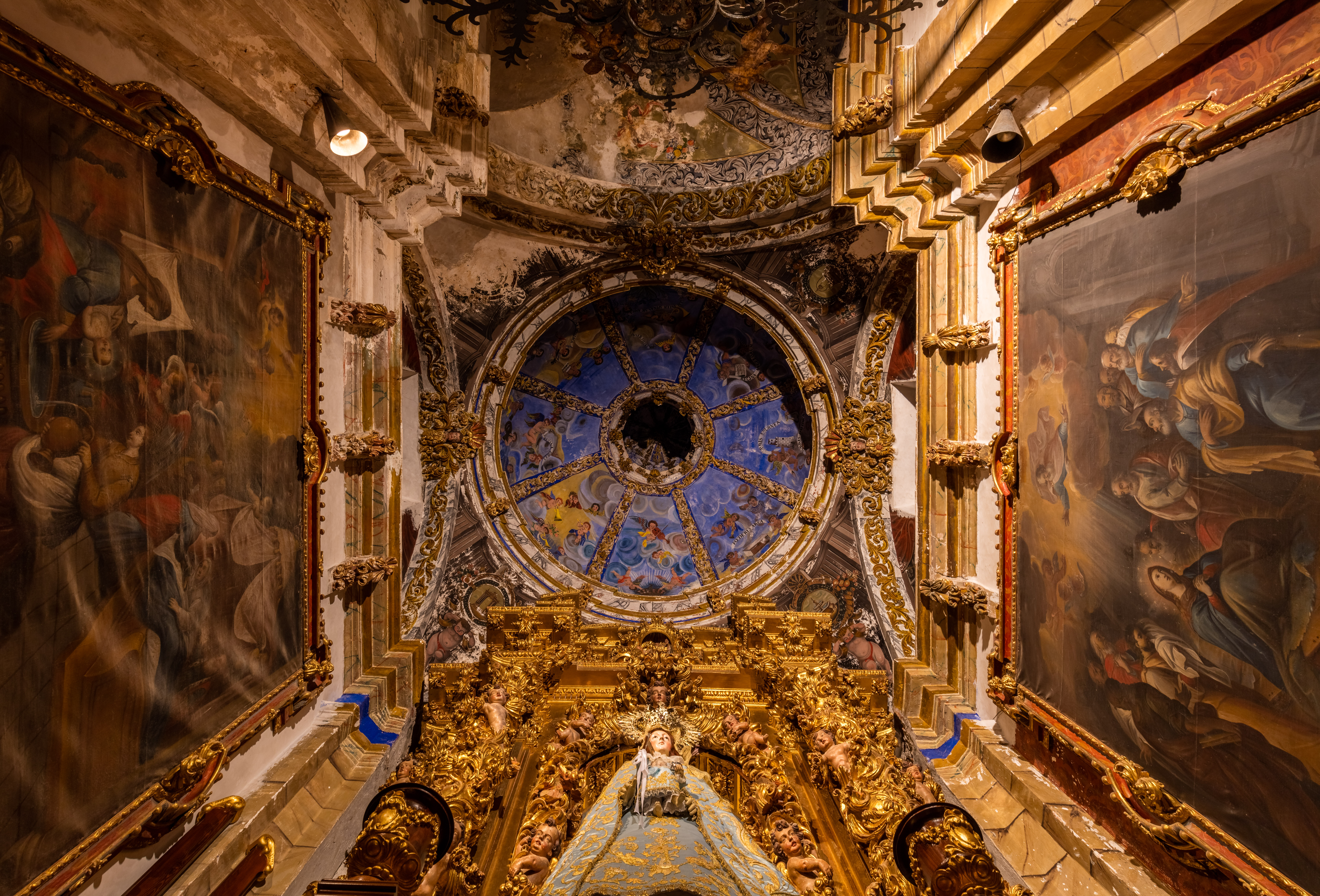